# Wapen van Piershil

Wapen van Piershil

Het wapen van Piershil werd op 24 december 1817 door de Hoge Raad van Adel aan de gemeente Piershil in gebruik bevestigd. Op 1 januari 1984 werd Piershil onderdeel van de nieuwe gemeente Korendijk. Het wapen van Piershil is daardoor komen te vervallen. In het wapen van Korendijk is in de schildvoet een golflijn uit het wapen van Piershil overgenomen.

## Blazoenering
De blazoenering van het wapen luidde als volgt:
Van zilver, beladen met 3 golvende fasces van sijnople.
De heraldische kleuren in het wapen zijn zilver (wit) en sinopel (groen).

## Geschiedenis
Tot 1721 voerde de ambachtsheerlijkheid Piershil een wapen met daarop een gouden boom in een zwart veld. Dit werd door de bezitters van de heerlijkheid, het geslacht Hesse/Hesse van Piershil, als hartschild op hun eigen wapen gedragen. In 1721 werd het wapen van Piershil vervangen door het latere gemeentewapen. Van Ollefen onderschrijft dit in 1783.

## Verwante wapens

Heerlijkheidswapen voor 1721
Wapen van Korendijk